# Maryse Sistach
Maryse Sistach Peret (Ciudad de México - 10 de septiembre de 1952) es una cineasta y antropóloga social mexicana. Es reconocida por su largometraje de 2001, Perfume de Violetas, con la cual ganó cinco premios Ariel y fue votada para representar a México en los premios Oscar del 2001.

## Filmografía
Trilogía de la Crueldad
La Trilogía de la Crueldad, o Trilogía “Nadie te oye, nadie te habla, nadie te ve”, está compuesta por las películas:
- Perfume de violetas (nadie te oye) (2000)
- Manos libres (nadie te habla) (2004)
- La niña en la piedra (nadie te ve) (2006)

Las tres películas tienen protagonistas femeninas con algún nivel de vulnerabilidad: clase social, entorno. Las películas no están vinculadas entre sí, y presentan una crítica social cruda y sin tapujos, así como violencia sexual. Estas películas tratan de la complejidad de los problemas socioculturales abordando el entorno que ha originado y que mantiene la opresión masculina (machismo) sobre las mujeres jóvenes, y la manera en la que influye en su educación y en su día a día.
| Año  | Título                      | Descripción |
| ---- | --------------------------- | --- |
| 1980 | ¿Y si platicamos de Agosto? | Dos jóvenes del movimiento estudiantil de 1968 son despertados al amor y la conciencia social. |
| 1983 | Conozco a las tres          | Un cortometraje de madres solteras y divorciadas, respondiendo a las 'familias nucleares de los melodramas clásicos'. |
| 1988 | Los pasos de Ana            | Una madre divorciada decide cumplir su sueño de toda la vida de convertirse en directora y comienza a filmar todo lo que ve en su día a día.                                                                                       |
| 1992 | Anoche soñé contigo         | Toto y Quique son dos adolescentes que esperan pasar el verano cumpliendo conquistas y experiencias sexuales, se sorprenden cuando uno de sus primos mayores y con más experiencia sexual que los niños, Azucena, viene de visita. |
| 1995 | La línea paterna            | Utilizando las películas caseras de su abuelo, el Dr. José Buil Belenguer, José Buil muestra una historia personal de su vida, retratando la vida íntima de la vida doméstica mexicana en el pequeño pueblo de Papantla.           |
| 1999 | El cometa                   | Después de que su padre es arrestado por publicar material contradictorio con el régimen de Porfirio Díaz, la joven Valentina escapa para unirse a los rebeldes en Texas.                                                          |
| 2001 | Perfume de violetas         | La amistad de Yessica y Miriam, dos jóvenes de diferentes estratos sociales de la Ciudad de México, se pone a prueba cuando una de las chicas es agredida sexualmente.                                                             |
| 2004 | Manos libres                | Dos estudiantes de derecho en una universidad privada planean un secuestro virtual para obtener dinero fácil. |
| 2006 | La niña en la piedra        | Cuando las insinuaciones románticas de Gabino son rechazadas por Maty, él decide vengarse con ayuda de sus amigos. |
| 2007 | El brassier de Emma         | Emma, en plena adolescencia, lidia con una situación familiar difícil y su figura cambia cuando se da cuenta de que los senos son el centro del universo.                                                                          |
| 2011 | Lluvia de luna              | Una mujer pronuncia un conjuro que permite que su hija recién fallecida abandone el limbo para disfrutar el amor que no pudo conocer en vida, antes de retornar a la tierra de los muertos.                                        |

Maryse Sistach también ha participado como productora en películas de José Buil Ríos: La fórmula del doctor Funes (2015) y Los crímenes de Mar del Norte (2017).

## Televisión
Sistach ha participado en la televisión cultural como realizadora de diversos programas de la serie De la vida de las mujeres (1983-1984) y filmado uno dedicado al poeta Gilberto Owen, dentro de la serie televisiva: Los libros tienen la palabra.

## Premios
- 2002. Heraldo de México por la película Perfume de Violetas.

- 2006. Maryse y Consuelo Garrido ganaron el II Concurso de Guiones de Largometrajes para Autoras y Adaptadoras de Cine Matilde Landeta, por su trabajo Sueños Rotos.

- 2014. Sistach recibió el premio La Musa, que cada año entrega la Asociación de Mujeres en el Cine y la Televisión en el Festival Internacional de Cine de Guanajuato (GIFF) por su trayectoria en la cinematografía mexicana.